# Wendy Watson-Wright
Pour les articles homonymes, voir Watson et Wright.
Wendy Watson-Wright est une scientifique et dirigeante scientifique canadienne, PDG de l'Institut des frontières océaniques (OFI) et ancienne directrice générale de la Commission océanographique intergouvernementale de l'UNESCO. 

## Biographie
Watson-Wright possède un doctorat en physiologie de l'université Dalhousie de Halifax au Canada.
Elle a fait carrière dans les services publics canadiens pendant 20 ans. Elle a été notamment sous-ministre adjoint à la science durant huit ans au Canada. Elle a rempli différentes fonctions au Fisheries and Oceans Canada (DFO) entre 2001 et 2009.  Elle est membre de nombreux conseils d'administration dont celui du JPI Oceans de l'Union Européenne, du  Council of Canadian Academies’ Expert Panel on Ocean Science, ou encore du Wendy Schmidt Ocean Health X-Prize. Wendy Watson-Wright a été la première cheffe exécutive de l'Ocean Frontier Institute (OFI), un institut de recherche atlantico-canadien, transnational et interdisciplinaire, dont l'objectif est de définir un modèle de développement durable à la frontière océanique.Elle est également membre invitée par l'United Nations’ Sustainable Development Solutions Network’s (SDSN). 
De 2010 à 2015, elle est secrétaire générale puis directrice générale de la Commission océanographique intergouvernementale de l'UNESCO. En 2015, elle rejoint DFO comme Directrice générale pour la région du Golfe.